# Casa de Julieta
La casa de Julieta es un palacio señorial de origen medieval, reconvertido en museo en época moderna y que se encuentra cerca de la piazza delle Erbe en Verona. Es en este lugar donde la tradición popular, mezclando realidad y fantasía, sitúa la casa de la protagonista de la famosa obra de William Shakespeare, Romeo y Julieta, siendo el balcón de la fachada, lugar donde se desarrolla una de sus más conocidas escenas.

## Historia del palacio

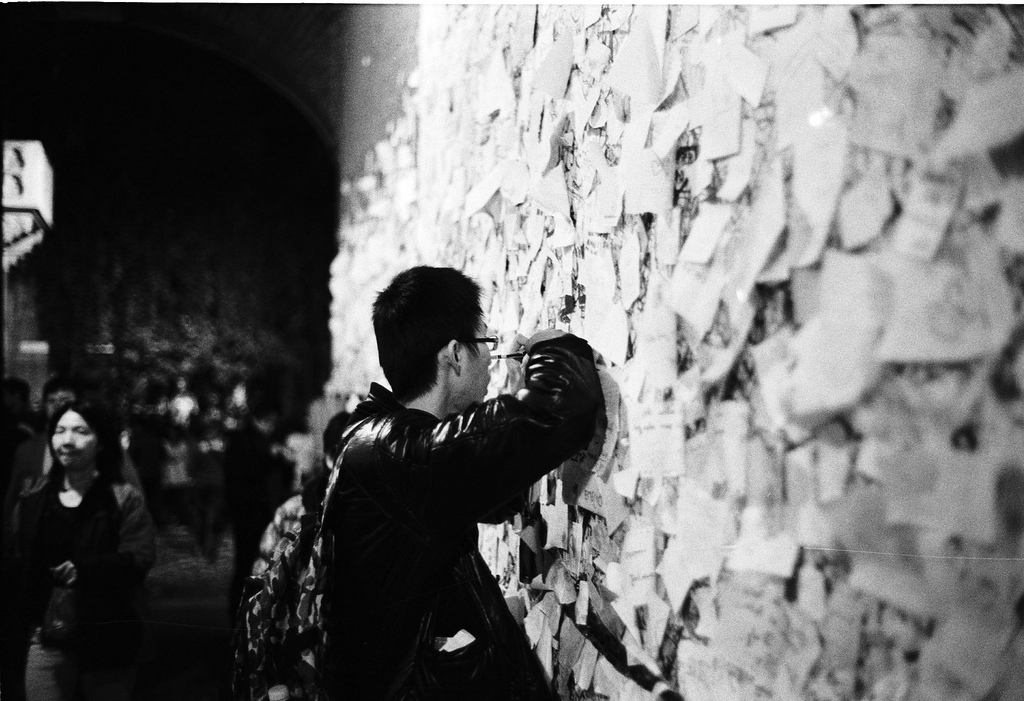
Turistas de todo el mundo escriben Cartas a Julieta que dejan en el pasillo de entrada al patio.

Efectivamente existieron dos familias en Verona con los nombres de Montesco y Capuleto (el nombre exacto era Cappelletti). De éstos Cappelletti sí que se tiene constancia de su estancia en la Casa de Julieta al menos desde el siglo XII como atestigua el escudo de armas de la familia situado sobre el arco de entrada al patio de la casa.
El edificio ha sufrido numerosas transformaciones a lo largo de los años y del siglo XIII tan sólo se conserva la puerta de entrada.
En el siglo XIV el palacio se convierte en un hospitium hasta finales del XV. Entre los siglos XVII y XIX el edificio hace las funciones de posada y de pésima calidad según una descripción que Dickens hace de ella.
Finalmente, en 1905, la Casa de Julieta es transformada en un museo y entre 1936 y 1940 el historiador Antonio Avena hace una restauración agregándole varios pintorescos balcones y convirtiéndola en una de las atracciones turísticas más importantes de Verona.

## Fotos

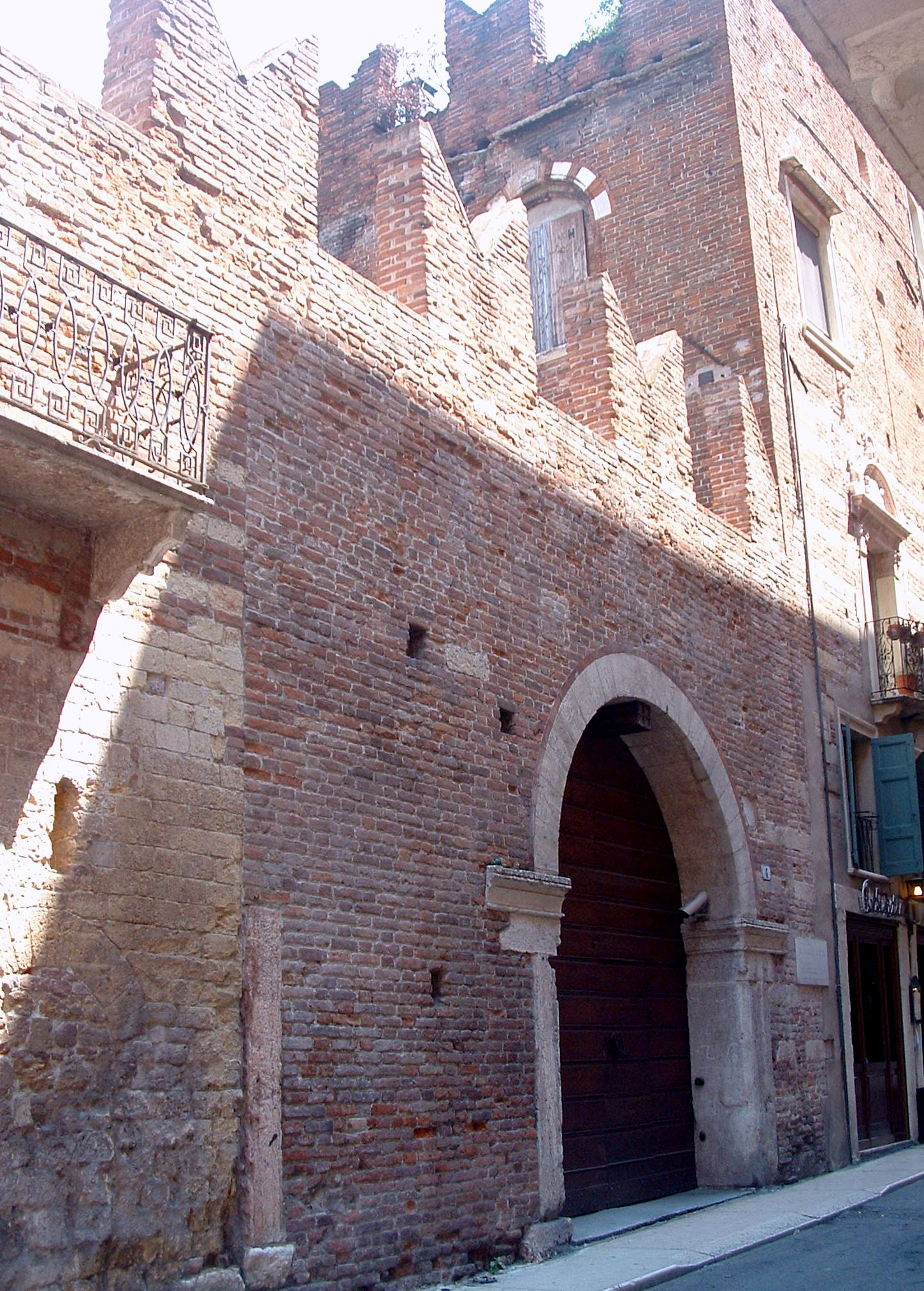
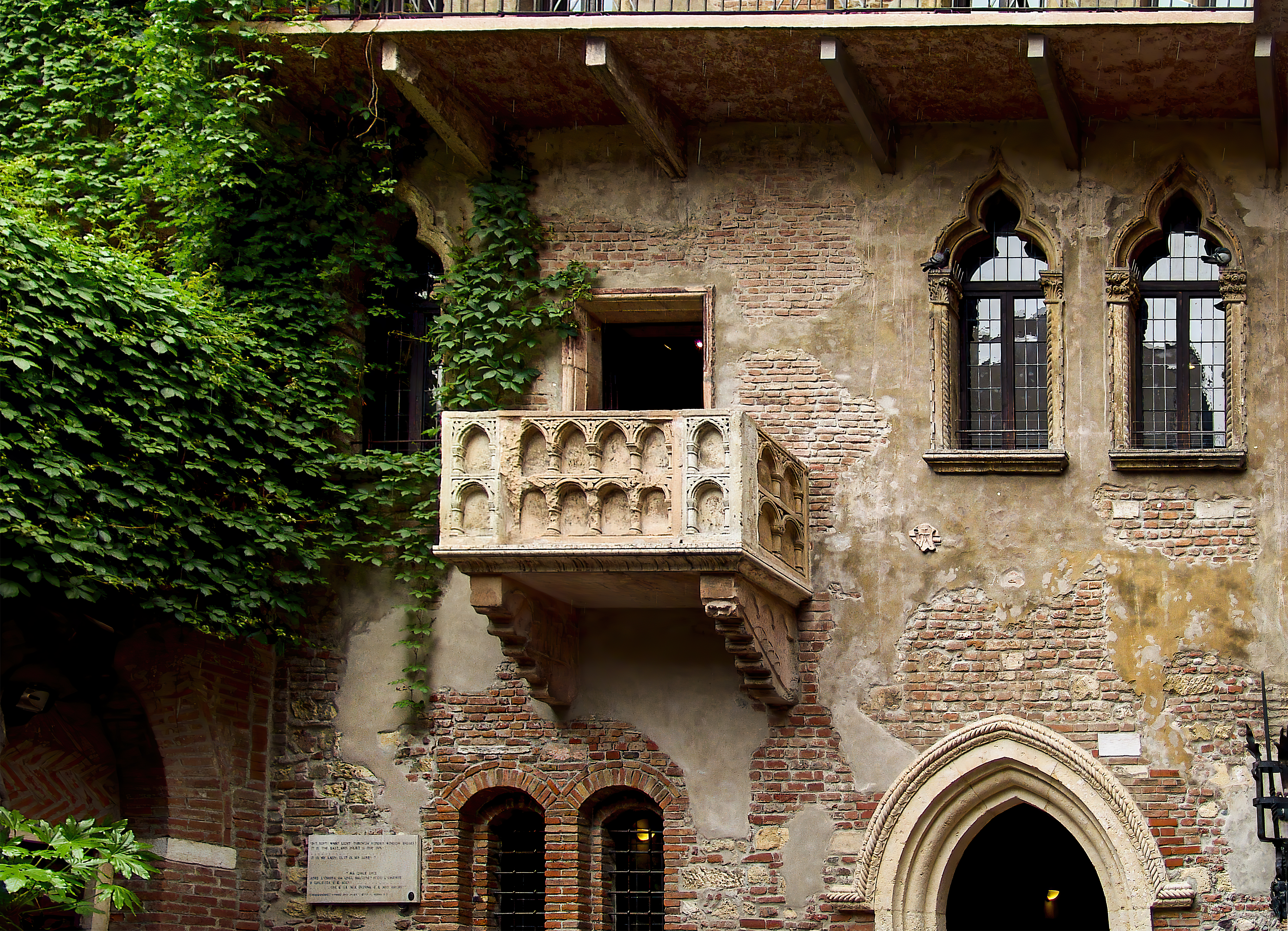
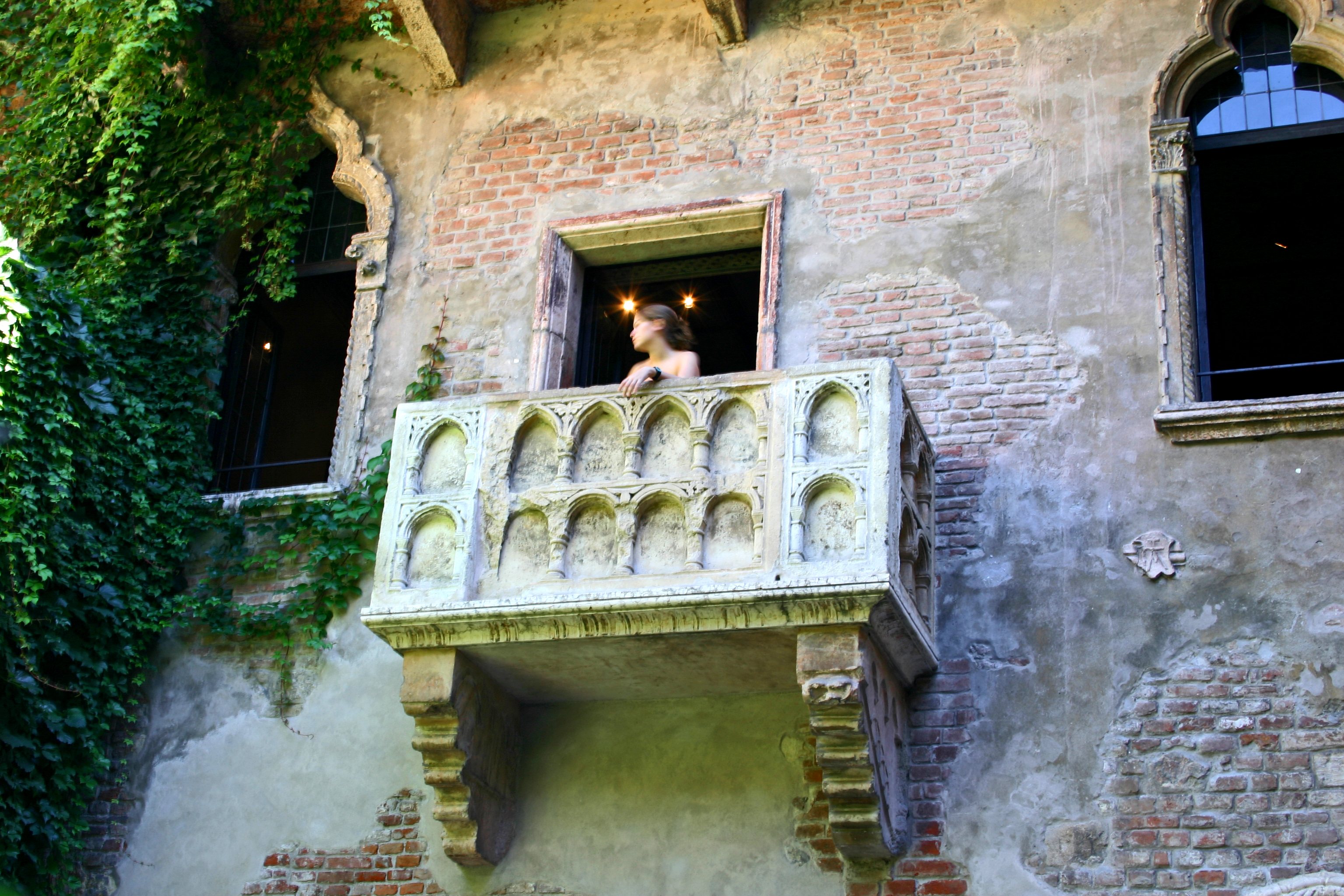
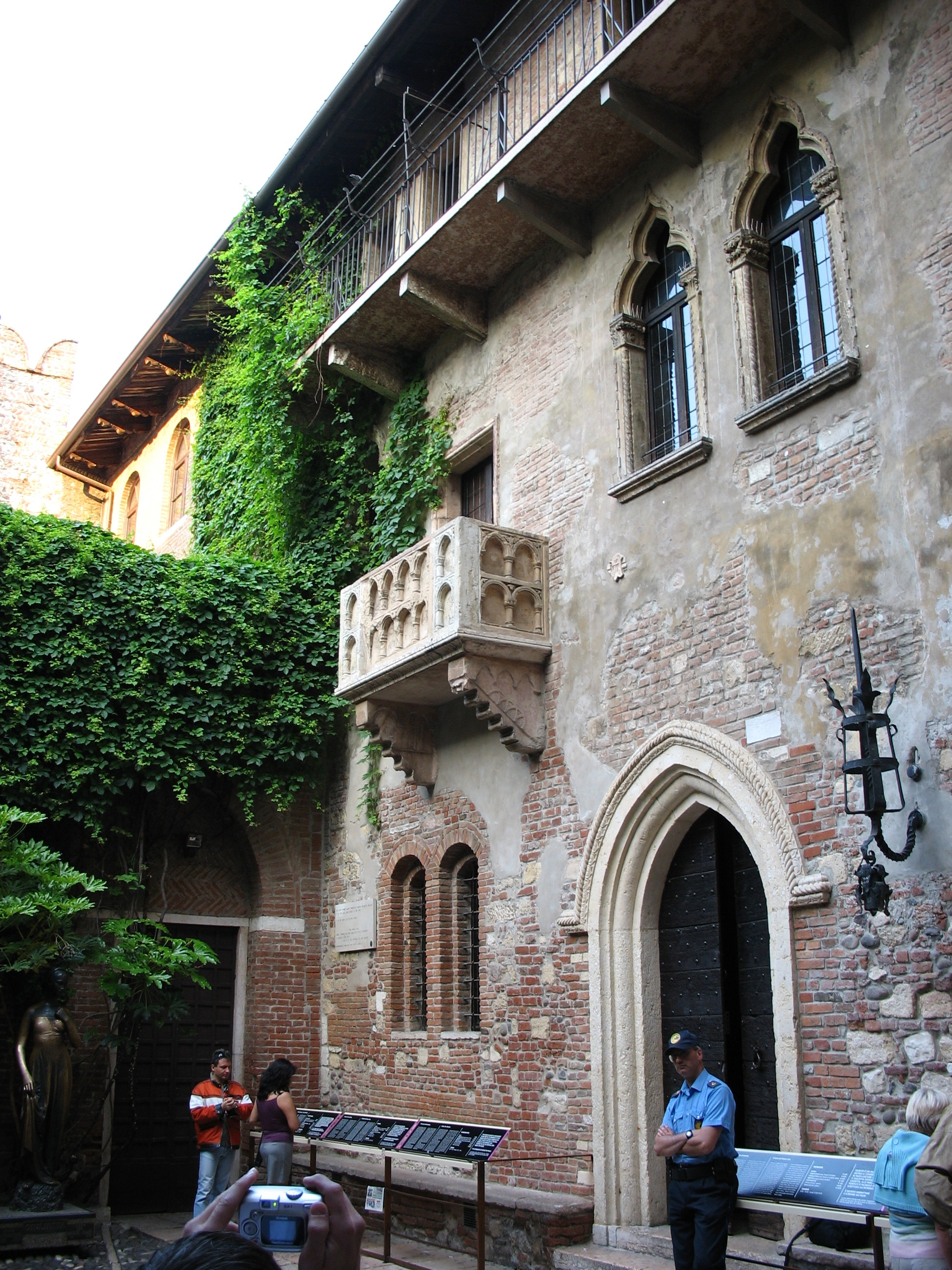
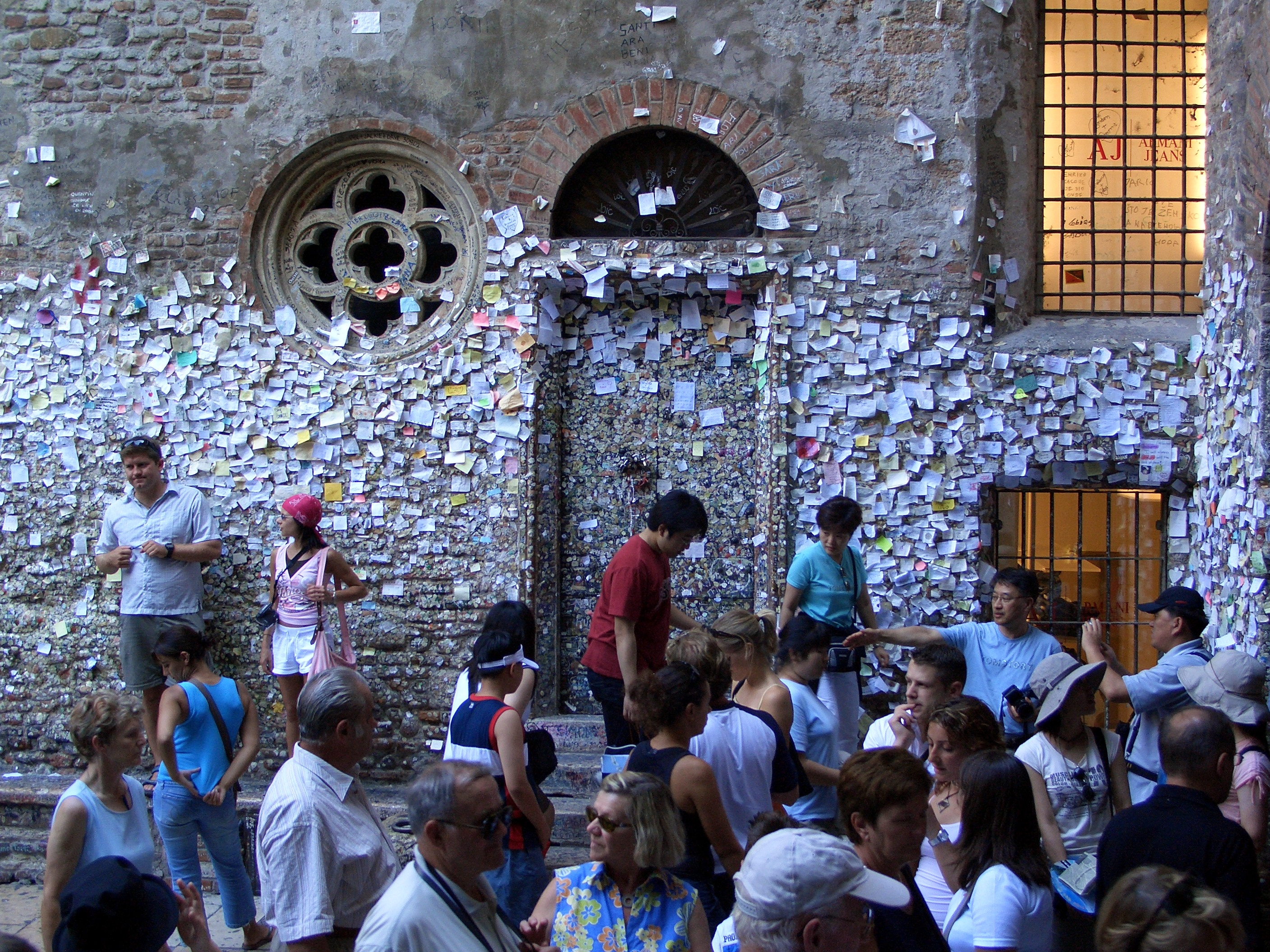
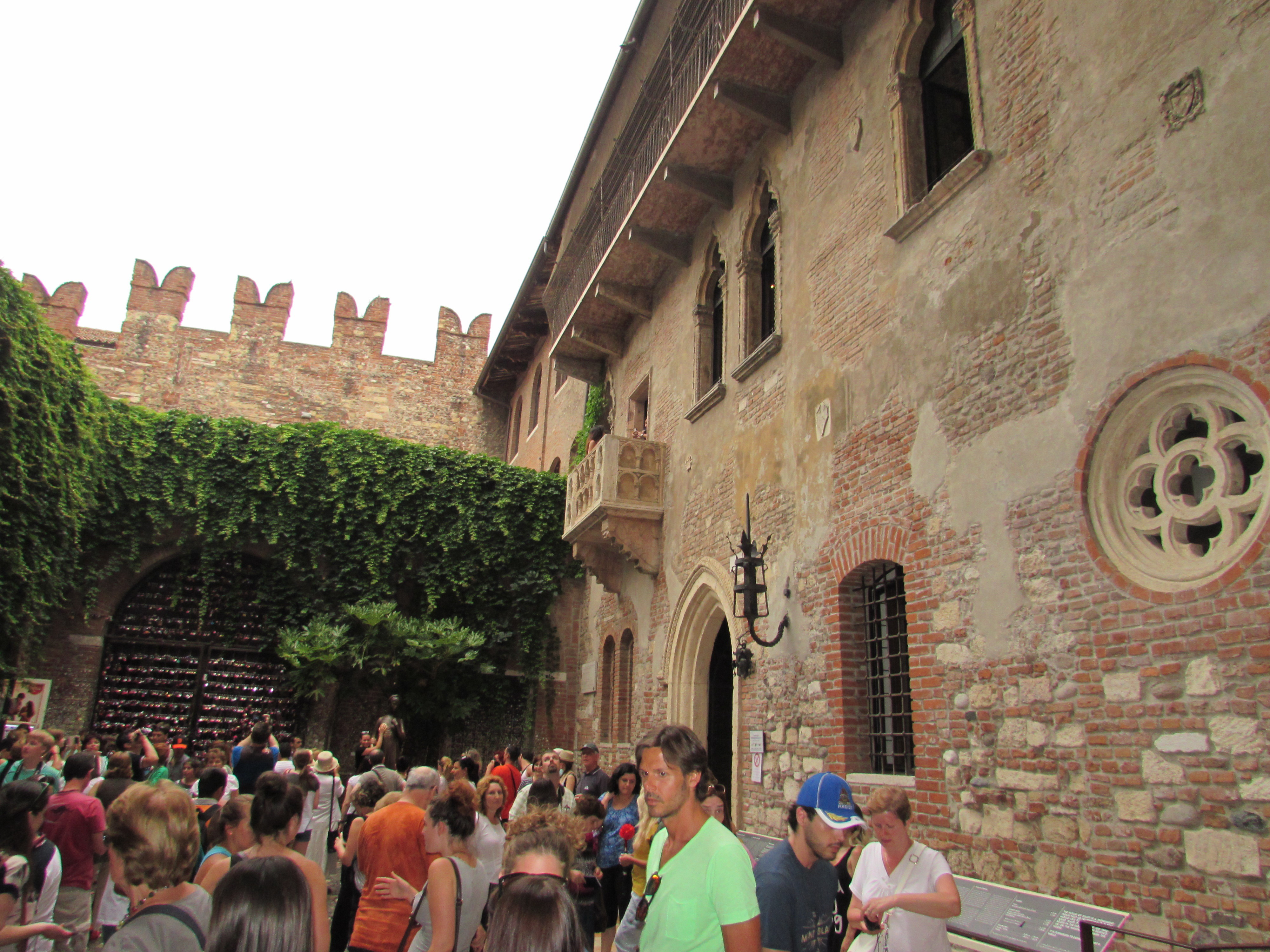
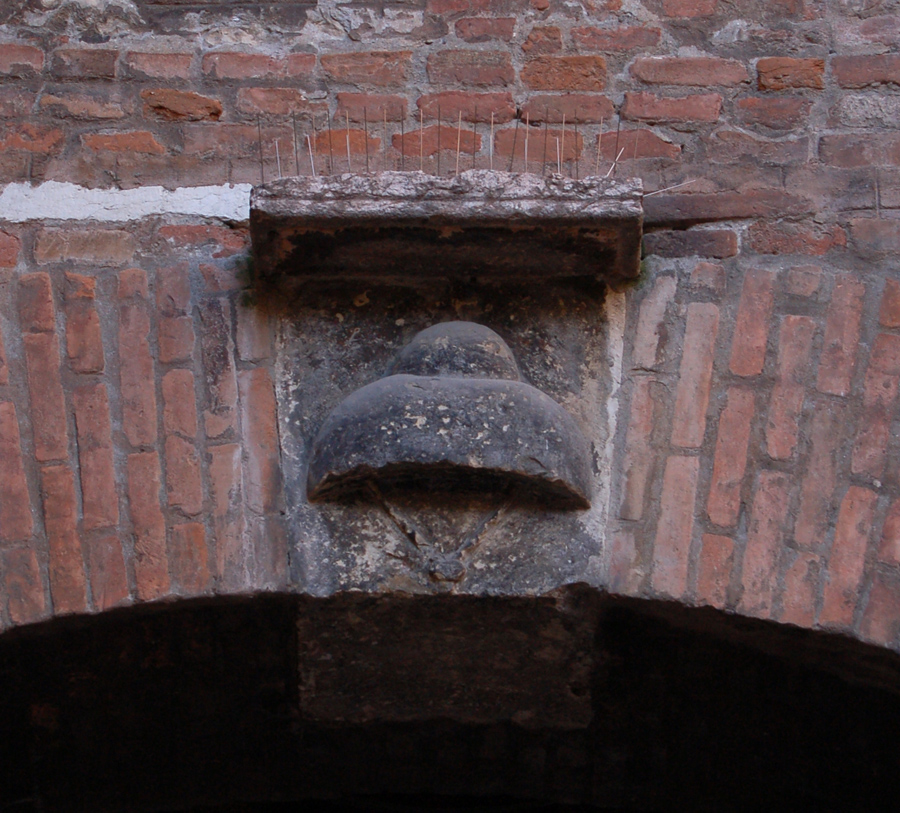
Escudo familia Capuleti